# Germanisation
 (août 2021).
La mise en forme du texte ne suit pas les recommandations de Wikipédia : il faut le « wikifier ».
Les points d'amélioration suivants sont les cas les plus fréquents. Le détail des points à revoir est peut-être précisé sur la page de discussion.
- Les titres sont pré-formatés par le logiciel. Ils ne sont ni en capitales, ni en gras.
- Le texte ne doit pas être écrit en capitales (les noms de famille non plus), ni en gras, ni en italique, ni en « petit »…
- Le gras n'est utilisé que pour surligner le titre de l'article dans l'introduction, une seule fois.
- L'italique est rarement utilisé : mots en langue étrangère, titres d'œuvres, noms de bateaux, etc.
- Les citations ne sont pas en italique mais en corps de texte normal. Elles sont entourées par des guillemets français : « et ».
- Les listes à puces sont à éviter, des paragraphes rédigés étant largement préférés. Les tableaux sont à réserver à la présentation de données structurées (résultats, etc.).
- Les appels de note de bas de page (petits chiffres en exposant, introduits par l'outil «  Source ») sont à placer entre la fin de phrase et le point final[comme ça].
- Les liens internes (vers d'autres articles de Wikipédia) sont à choisir avec parcimonie. Créez des liens vers des articles approfondissant le sujet. Les termes génériques sans rapport avec le sujet sont à éviter, ainsi que les répétitions de liens vers un même terme.
- Les liens externes sont à placer uniquement dans une section « Liens externes », à la fin de l'article. Ces liens sont à choisir avec parcimonie suivant les règles définies. Si un lien sert de source à l'article, son insertion dans le texte est à faire par les notes de bas de page.
- La présentation des références doit suivre les conventions bibliographiques. Il est recommandé d'utiliser les modèles {{Ouvrage}}, {{Chapitre}}, {{Article}}, {{Lien web}} et/ou {{Bibliographie}}. Le mode d'édition visuel peut mettre en forme automatiquement les références.
- Insérer une infobox (cadre d'informations à droite) n'est pas obligatoire pour parachever la mise en page.

Pour une aide détaillée, merci de consulter Aide:Wikification.
Si vous pensez que ces points ont été résolus, vous pouvez retirer ce bandeau et améliorer la mise en forme d'un autre article.
Le processus de germanisation correspond à une politique d'intégration à la civilisation des peuples germaniques. Sur le plan lexicologique, la germanisation est le fait de donner une forme germanique à des mots qui ne sont pas allemands.

## Moyen Âge
L'installation des Allemands à l'Est de l'Elbe, de l'Oder, de la Vistule et plus loin jusqu'en Galicie, Slovaquie, Transylvanie fut une véritable colonisation du sol et un peuplement aussi appelé l'Ostsiedlung. C'est par l'utilisation qui en a été faite à des fins politiques aux XIXe et XXe siècles par les différents régimes et par les mouvements nationaux que le phénomène médiéval est devenu une idéologie.
La conquête des territoires jusqu'à l'Oder et l'évangélisation des Slaves du Nord ont été une œuvre qui s'est poursuivie du IXe au XIIe siècle. Évêques de la frontière, missionnaires, moines bénédictins, puis cisterciens et prémontrés, frères prêcheurs et mendiants ont trouvé appui dans la politique des souverains du Saint-Empire romain germanique et des princes colonisateurs. Cette œuvre religieuse, accomplie par des Allemands dans des pays aux portes de l'Allemagne, tantôt précédant, tantôt suivant la conquête, a été un des véhicules du germanisme et, par conséquent, elle a contribué dans une large mesure à la colonisation.
Au lendemain de la première croisade, un appel à la guerre sainte contre les Slaves païens avait été lancé en 1108 par l'évêque Adelgot (de) de la province ecclésiastique de Magdebourg, mélangeant d'ailleurs motifs religieux et considérations matérielles. Mais ce n'est qu'au début du XIIIe siècle que les terres habitées par les peuples baltes jusqu'à l'Oder ont été conquises, autant par les progrès de la colonisation que par la mission d'évangélisation. 
Au milieu du XIIIe siècle, au-delà de la vieille frontière de l'Elbe, de la Saale et de l'Enns, s'échelonnaient des territoires aux mains de princes allemands : Holstein, Schwerin, Mecklembourg, Brandebourg, Misnie, Lusace, Autriche. La Bohême et la Poméranie faisaient partie de l'Empire ou reconnaissaient sa suzeraineté, et leurs princes, ainsi que les ducs de Silésie, étaient acquis à l'influence et à la colonisation allemande.
À l'est de l'Oder et de la Vistule et sur les rivages de la Baltique, il y avait cependant encore des païens et des terres à gagner pour la colonisation allemande. La christianisation y sera menée par les Chevaliers teutoniques. Ainsi, ces croisades baltes ont abouti à la germanisation des populations locales à la suite de la création de l'État teutonique sur leur territoire. Ces populations sont à l'origine des Germano-Baltes actuels.

## Germanisation de l'Alsace-Lorraine auXIXesiècle
Cette germanisation est une politique comprenant des aménagements, interdictions linguistiques, présence militaire et un gouvernement administratif militaire et civil.
Les « annexés » changent de nationalités. C'est ainsi le cas de la Pologne, concernant les allemands polonais, présents dans les États allemands du Nord ; ou bien, la France, à l'issue de sa défaite face à la Prusse en 1871.
Dans le cas de l'annexion française, les Alsaciens et les Lorrains ont eu le choix d'opter ou non pour rester français. En changeant de nationalité, l'individu doit quitter sa terre, sa région, renonçant à devenir allemand. Si aucune démarche n'est faite, la nationalité allemande est automatique, et généralisée à partir de 1873.
La langue allemande est obligatoire dans la sphère publique. Le pilier de la politique d'accès à la langue allemande est l'école, Volkschule, où l'écolier apprend l'allemand dès son entrée à l'école. Cependant, le français garde une place dans les régions de langue d'oïl, c'est-à-dire la Moselle romane, l'Alsace welsche et les quelques communes alsaciennes de langue comtoise. Ainsi le Reich, ainsi né de la victoire de 1871, obtient de la France  par le traité de Francfort (mai 1871) une partie de Lorraine (devenue en 1919 la Moselle actuelle), de l'Alsace, Haute et Basse. Parmi ces territoires, la ville de Metz et une frange territoriale frontalière ainsi que quelques communes vosgiennes sont romanes et francophones. Se pose ainsi le problème de la « langue allemande », pour ces populations.
Le service militaire est obligatoire et l'Alsace-Lorraine ainsi créée est Terre d'Empire ou Reichsland Elsaß-Lothringen, propriété commune aux Lands de l'Empire allemand : pas de statut ni d'autonomie, ainsi qu'un « Paragraphe de la dictature » qui permet l'intervention de l'armée et de la police, arrestation, emprisonnements pour gérer toute crise sur ce territoire. La Germanisation est une politique globale, sociale, administrative, culturelle qui vise à faire du territoire alsacien-lorrain une terre définitivement allemande. 

### Chronologie
14 août 1870 : ordonnance du roi de Prusse, formation d'un gouvernement d'Alsace.
21 août 1870 : Gouvernement général d'Alsace-Lorraine. Le gouverneur ou Statthalter est Bismarck-Bohlen.
28 septembre 1870 : prise de Strasbourg.
27 octobre 1870 : Metz capitule.
17 février 1871 : Protestation à la chambre des députés réunie à Bordeaux. Lecture par le député Emile Keller.
10 mai 1871 : Traité de Francfort. La France accorde l'Alsace et la Lorraine à l'Allemagne et s'engage à verser cinq milliards de Franc or en guise de dette de guerre. La France garde des soldats allemands tant que le versement n'est pas effectué.
9 juin 1871 : Elsass-Lothringen Reichsland ou "Alsace-Lorraine", intégrée à l'Empire, en tant que Terre d'Empire, propriété commune à tous les Etats. Le « fait accompli » devient légal.
1er janvier 1874 : « l'Alsace-Lorraine » est intégrée à la constitution impériale.
4 juillet 1879 : Constitution de « l'Alsace-Lorraine » et « Paragraphe de la Dictature ». Le gouverneur peut utiliser tous les moyens à sa portée afin de rétablir l'ordre.
1887 : 11 députés alsaciens et 4 députés lorrains élus et représentés au Reichstag. Lecture de la « protestation » : le non respect du « Droit des peuples à disposer d'eux-mêmes ».
1888 : passeport obligatoire entre la France et « l'Alsace-Lorraine ».
1900 : Le Code civil allemand s'impose. Fin de l'application conjointe du Code napoléonien.
11 mai 1902 : Abolition de la « Dictature ».
25 mai 1911 : Nouvelle constitution pour « l'Alsace-Lorraine ».
Novembre 1913 : L'affaire de Saverne. Un officier prussien, passant en revue les soldats, insulte deux soldats alsaciens. La scène se passe devant un groupe de passants, qui prennent l'officier à partie, l'insultent et entonnent la Marseillaise. La situation dégénère et l'armée intervient, réagissant de façon disproportionnée et ne respectant pas ses limites militaires. Jugé à Berlin, ainsi que ses supérieurs, l'officier est acquitté. La situation est extrêmement tendue en Alsace-Lorraine, dans une Europe au bord de la guerre.
31 juillet 1914 : État de siège dans l'Empire. La guerre est déclarée à la France.
11 novembre 1918, à 11 heures, les armes se taisent. L'Alsace-Moselle est réintégrée à la France, celle de la IIIe République. Une nouvelle page pour un nouvel avenir se tourne, après 48 années d'annexion.
L'enjeu de 1870 est la naissance d'un Empire allemand et d'une IIIe République Française. 
L'expression Elsass-lothringen surgit en plein conflit, désignant par la Prusse le gouvernement militaire d'un territoire conquis puis annexé le 10 mai 1871. La politique de germanisation comporte aussi une politique de colonisation. À Metz, la garnison est modernisée, renforcée, et la gare aménagée afin de desservir la place-forte principale de ces territoires annexés. L'afflux des militaires, des officiers notamment entraîne une vague de constructions, notamment les « Quartier des Allemands », et des ouvriers. À Metz, en 1900, la population est majoritairement allemande. En Moselle, il en va de même, où le « pays de Bitche » voit sa citadelle devenir un centre de manœuvres. 
Dans ce projet élaboré par Bismarck, il n'a jamais été question de changer ou faire évoluer le statut de cette Terre d'Empire. Le 9 juin 1871, ce dernier déclare : « Je n'ai pas l'intention de faire de l'Alsace-Lorraine un État. La conception de l'Empire n'est pas compatible avec celle d'un État autonome. » (Otto Von Bismarck).
En 1918, des Alsaciens et des Lorrains prennent le pont de Strasbourg pour passer de l'autre côté du Rhin. Le choix est affectif, dû à une union ou à une réelle germanophilie. Mais entre ces deux provinces, désormais françaises, un autre combat les attend : celui d'intégrer la France de la IIIe République, celle de la laïcité, refusée par ces Alsaciens et Mosellans « français ».

## Seconde Guerre mondiale

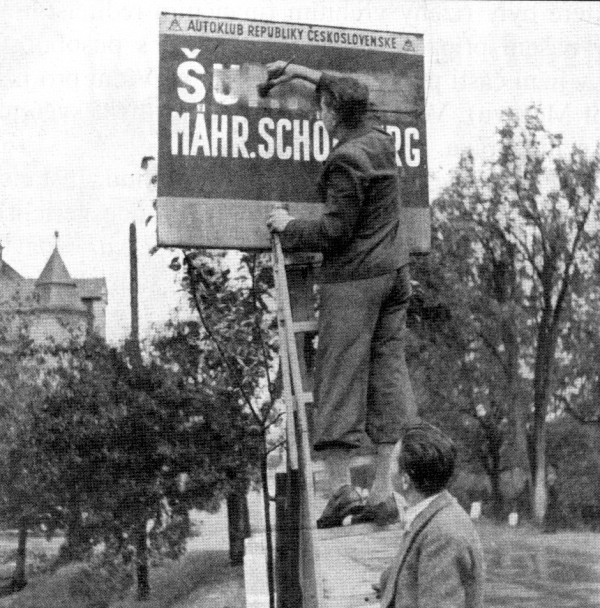
Germanisation des toponymes : le nom tchèque de la ville sudète de Šumperk / Mährisch Schönberg est masqué (1938).

Le principe de germanisation forcée fut également pratiqué sous le Troisième Reich, notamment dans le cadre du Generalplan Ost ou Lebensborn. 
On peut citer les tentatives de germanisation de la Moselle et de l'Alsace menées par les Gauleiter Josef Bürckel et Robert Wagner, qui furent finalement des échecs.

## Sources
- André Humbert et René Taveneaux, "Lorraine", Encyclopédie Universalis. URL: http://www.universalis.fr.encyclopedie/lorraine/
- Michel Eude et Alfred Grosser, " Allemagne (Histoire)- Allemagne moderne et contemporaine", Encyclopédie Universalis. URL:http://www.universalis.fr/encyclopedie/allemagne-histoire-moderne-contemporaine/